# Rue Charles-de-Rémusat
Pour les articles homonymes, voir Rue de Rémusat.
La rue Charles-de-Rémusat (en occitan : carrièra Charles de Rémusat) est une voie de Toulouse, chef-lieu de la région Occitanie, dans le Midi de la France.

## Situation et accès

### Description
La rue Charles-de-Rémusat est une voie publique. Elle traverse le quartier Arnaud-Bernard.
Elle naît au nord-est de la place du Capitole, au carrefour de la rue Lafayette. Rectiligne, longue de 365 mètres, large de 9 mètres, elle est orientée au nord-est. Elle rencontre successivement les rues du Sénéchal et John-Fitzgerald-Kennedy, puis les rues Montoyol et Rivals, et enfin les rues de Périgord et du Salé. Elle forme avec ces dernières une petite place triangulaire connue comme la place de la Visitation. Elle se termine au carrefour de la rue d'Alsace-Lorraine, mais elle est prolongée au nord-est par la rue de Bayard et au nord, au-delà du boulevard de Strasbourg, par la place Jeanne-d'Arc et la rue Matabiau.
La chaussée compte une seule voie de circulation automobile à sens unique, du boulevard de Strasbourg et de la rue d'Alsace-Lorraine vers la place du Capitole. Elle appartient, entre la rue d'Alsace-Lorraine et la rue Rivals, à une zone de rencontre et la vitesse y est limitée à 20 km/h. Entre la rue Rivals et la place du Capitole, sur 135 mètres, elle devient une voie piétonne et la circulation y est réglementée et limitée à 6 km/h. Il n'existe pas de piste, ni de bande cyclable, quoiqu'elle soit à double-sens cyclable sur toute sa longueur.

### Voies rencontrées
La rue Charles-de-Rémusat rencontre les voies suivantes, dans l'ordre des numéros croissants (« g » indique que la rue se situe à gauche, « d » à droite) :
1. Place du Capitole (g)
2. Rue Lafayette (d)
3. Rue John-Fitzgerald-Kennedy (d)
4. Rue du Sénéchal (g)
5. Rue Rivals (d)
6. Rue Montoyol (g)
7. Rue du Salé (d)
8. Rue du Périgord (g)
9. Rue d'Alsace-Lorraine

### Transports
La rue Charles-de-Rémusat est parcourue et desservie sur toute sa longueur par la navette Ville. De plus, elle débouche au nord sur la place Jeanne-d'Arc et le boulevard de Strasbourg, où se trouvent la station Jeanne-d'Arc, sur la ligne de métro , ainsi que les arrêts des lignes de Linéo L1L9L14, de bus 152329394570 et des navettes VilleAéroport. Au sud, la rue débouche sur la rue Lafayette, près de laquelle se trouve la station Capitole, sur la ligne de métro .
Les stations de vélos en libre-service VélôToulouse les plus proches sont la station no 2 (21 rue Lafayette) au sud et les stations no 14 (25 rue de Périgord) et no 16 (32 boulevard de Strasbourg) au nord.

## Odonymie

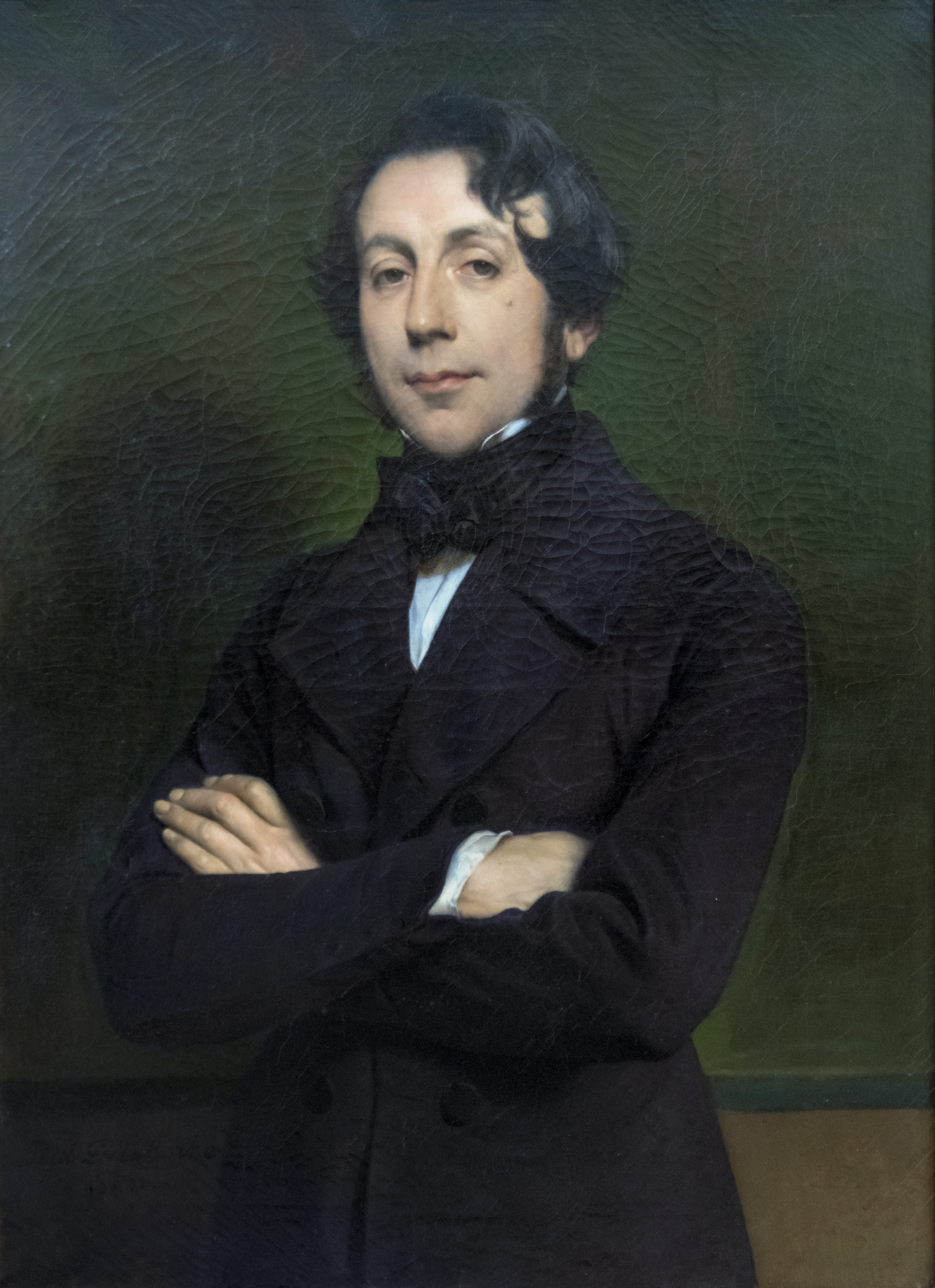
Portrait de Charles de Rémusat par Paul Delaroche (1843, musée du Vieux Toulouse).

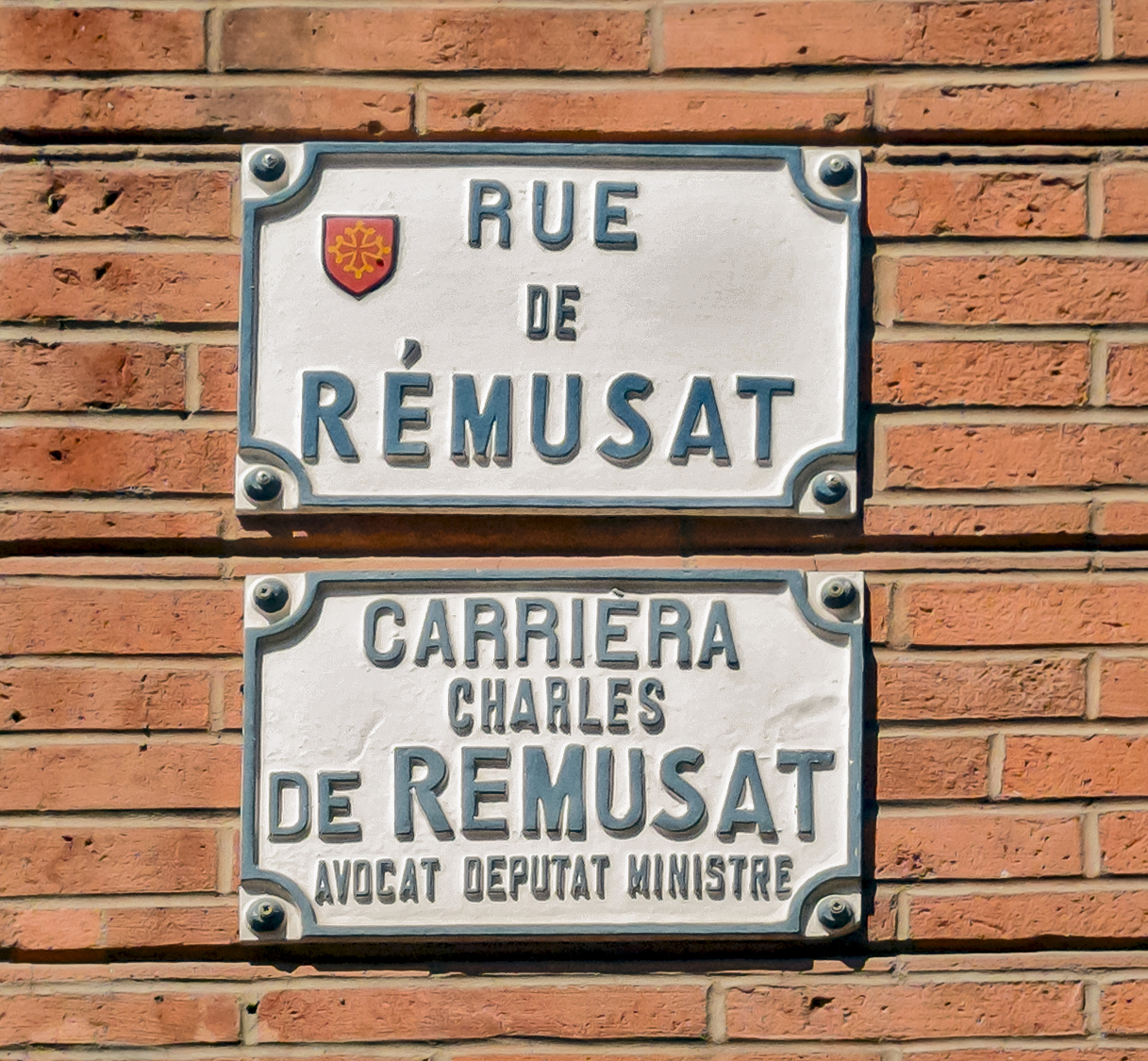
Plaques de rue en français et en occitan.

Le nom de la rue rend hommage à Charles de Rémusat (Paris, 13 mars 1797 - Paris, 6 juin 1875), homme politique et philosophe français. Son père, Auguste Laurent de Rémusat, fut préfet de la Haute-Garonne entre 1815 et 1817, où il se signala par son zèle ultraroyaliste lors de la Terreur blanche. Charles de Rémusat fut lui-même élu député de la Haute-Garonne de 1830 à 1848 sous la monarchie de Juillet, puis de 1848 à 1851 sous la Deuxième République, et de 1873 à 1875 sous la Troisième République, siégeant systématiquement dans les rangs du centre droit, royaliste et libéral. Il fut élu mainteneur de l'Académie des Jeux floraux en 1863.
Les mentions les plus anciennes de la rue la désignent comme la rue ou la grande-rue Matabiau (carraria Mathebovis en latin médiéval). En effet, elle menait à la porte (emplacement de l'actuel no ) et au faubourg de ce nom (autour de l'actuelle place Jeanne-d'Arc). La tradition populaire a rapproché ce nom de mata-biau (mata buòu, « [le lieu où l'on] assomme le bœuf » en occitan) du bœuf qui avait traîné l'évêque Saturnin lors des persécutions religieuses de Dèce en 250. Pierre Salies, s'il ne rejette pas cette hypothèse, rapproche ce nom des grands bovaria qu'on trouvait au nord de la ville au XIe siècle.
Au Moyen Âge, la partie nord de la rue est également connue comme la rue de Saint-Orens, à cause d'une chapelle placée sous le vocable de ce saint, et confiée en 1356 au religieux de la Sainte-Croix. Au XVIIIe siècle, on lui trouva également le nom de rue des Bourdettes. Dans sa partie sud, elle était connue comme la rue du Puits-d'Aguilhères, puis rue de Mirabel, qu'elle devait à un propriétaire de la rue, qui possédait un hôtel particulier, surmonté d'une tour (emplacement de la Salle du Sénéchal, actuel no 17). À partir du milieu du XVIe siècle, après l'installation de la sénéchaussée dans l'hôtel de Montmaur, cette partie de la rue devint naturellement la grande-rue du Sénéchal. De plus, le carrefour de la rue de Périgord formait une petite place, appelée rue Vidal-Guilhem, puis de la Visitation
En 1794, pendant la Révolution française, la rue Matabiau fut renommée rue Force-Armée, mais il ne subsista pas. C'est le 9 juillet 1878 que la municipalité toulousaine d'Henri Ebelot décida d'honorer l'une des plus importantes rues de la ville du nom de Charles de Rémusat.

## Histoire

### Moyen Âge
Au Moyen Âge, le quartier de l'actuelle rue Charles-de-Rémusat se trouve hors de l'enceinte de la ville, au nord de la Porterie, la porte nord de la vieille cité romaine (emplacement de l'actuelle place du Capitole). C'est dans la première moitié du XIIe siècle qu'elle commence à s'urbaniser grâce au développement d'un bourg autour de l'abbaye Saint-Sernin. Ce n'est probablement qu'un simple chemin qui mène de la Porterie à la porte Matabiau (emplacement au-devant de l'actuel no 35 boulevard de Strasbourg) ou, par l'étroite rue Négogousses (actuelle rue Rivals), à la porte Sardane (emplacement au-devant de l'actuel no 21 place Victor-Hugo).
L'activité se développe le long de la rue, comme le montre la présence d'auberges, telle l'hôtellerie à l'enseigne de Saint-Jacques, du côté de l'ancienne Porterie, dans les années 1440. Aux XIVe et XVe siècles au moins, la population de la rue a accès à un four public, le four d'Aguilhères, et d'un puits public, du même nom . Une petite chapelle est également édifiées avant le XIIIe siècle (emplacement de l’actuel no 33). Elle est placée sous le vocable de saint Orens, ce qui indique peut-être un lien avec l'important prieuré de Saint-Orens d'Auch
. Signe de l'importance de cette voie pour l'entrée dans la ville, un pilori en pierre se trouve sur la petite place Mirabel, à l'angle de la rue Négogousses : c'est là qu'on attache à des carcans de bois et de fer les voleurs.
Mais, surtout, l'importance des terrains non construits favorise à partir du XIIIe siècle l'installation – comme dans le reste du bourg Saint-Sernin – de nombreuses institutions religieuses. Les premières sont les chanoinesses de Saint-Sernin. Leur ordre est fondé avant 1294 à la suite de la prédication d'un jeune moine franciscain, Vital Du Four : un petit groupe de prostituées repenties décide de se consacrer à la vie religieuse et de fonder un ordre de chanoinesses régulières. À cette date, elles obtiennent des chanoines de Saint-Sernin le droit de s'installer dans la rue d'Agulhères (emplacement des actuels no 10 et 12). Leur couvent s'agrandit progressivement dans la première moitié du XIVe siècle, en particulier grâce au soutien de Vital Du Four, devenu un personnage éminent de la cour pontificale avignonnaise.
Au milieu du XIVe siècle viennent les religieux de la Sainte-Croix. En 1356, durant la Guerre de Cent Ans, comme les capitouls donnent l'ordre de détruire toutes les constructions des faubourgs de la ville, les religieux de la Sainte-Croix achètent une maison à un certain Vidal Guilhem, dans la rue Matabiau (emplacement de l'actuel no 33), avec le soutien du représentant du roi, le comte d'Armagnac Jean Ier, et l'autorisation de l’abbé de Saint-Sernin, Hugues. Ils obtiennent de la ville que leur soit cédée la petite chapelle Saint-Orens, et le prieur Saint-Orens d'Auch leur envoie même des reliques de ce saint. C'est pour ces raisons qu'ils prennent par la suite le nom de religieux de Saint-Orens,.
Les religieuses hospitalières de l'ordre de Saint-Jean-de-Jérusalem. Leur monastère, sous le vocable de Saint-Jean-Baptiste se trouvait rue du Sénéchal et occupait un vaste espace.
Le développement de l'université de Toulouse explique enfin la multiplication des collèges dans le bourg Saint-Sernin. Au XVe siècle est fondé dans la rue d'Agulhères le petit collège des Mathurins, réservé aux religieux trinitaires.

### Période moderne
En janvier 1552, le roi Henri II, afin d'alléger le travail des parlements, crée par édit royal les présidiaux. À Toulouse, le siège de la sénéchaussée et présidial – qui se trouvait depuis le XIIIe siècle dans le Château Narbonnais, puis à proximité immédiate (emplacement des actuels no 20-22 bis rue des Fleurs et no 3 place des Hauts-Murats) – est transféré dans la maison dite « tour de Montmaur », car appartenant à la famille Buisson de Montmaur (emplacement de l'actuel no 17). Le tribunal, le greffe et les prisons sont déplacés dans l'hôtel de la rue de Mirabel, tandis que le sénéchal continue à résider dans l'ancienne sénéchaussée.
En 1649, l'archevêque de Toulouse, Charles de Montchal, fonde le couvent de la Visitation-de-la-Bienheureuse-Vierge-Marie, qui dépend de l'ordre de la Visitation de Sainte-Marie, qui connait un fort développement dans le royaume de France depuis sa fondation en 1610 par Jeanne de Chantal. Les Visitandines font construire leur couvent sur un terrain de la rue des Pères-de-Saint-Orens, près de la porte Matabiau (emplacement de l’actuel no 41). Les travaux semblent être terminés en 1659. Le bâtiment d’un style classique se signale par un vaste porche à pilastres doriques et fronton, et l’église conventuelle, décorée par une fresque et des toiles de Jean-Baptiste Despax, représentant la vie de Jeanne de Chantal.
C'est également au XVIIe siècle, en 1673, qu'est fondée, avec l'approbation du cardinal-archevêque Pierre de Bonzi, la congrégation des Filles de la Providence. Cette communauté des « providentes », tenues ni aux vœux, ni à la clôture, est placée sous l'autorité de l'abbé Jacques Mercadier, prêtre de la congrégation des oblats de Sainte-Marie, et se dévoue au soulagement des pauvres et à l'instruction des enfants. Leur maison est installée près de la rue du Salé, presque en face du couvent des Pères de Saint-Orens (emplacement des actuels no 38 à 50).
Les dernières venues dans la grande-rue Matabiau sont d'ailleurs les religieuses de la Congrégation du Bon Pasteur. Le 2 janvier 1771, les chanoines de Saint-Orens, qui ne sont plus que trois, abandonnent leur couvent de la rue Matabiau au profit des Filles du Bon Pasteur, qui cherchaient à quitter leur couvent du faubourg Saint-Cyprien, après la mort de 51 d'entre elles lors de l'inondation de la Garonne en 1727,,.

### Époque contemporaine

#### Révolution et Premier Empire
Pendant la Révolution, la rue connaît des transformations. Alors que les biens de l'Église sont mis à disposition de la Nation en septembre 1789, les ordres religieux réguliers sont supprimés en février 1790 et les ordres séculiers en août 1792. Les religieuses du Bon-Pasteur et de la Visitation doivent quitter leurs couvents, comme les vingt-trois chanoinesses de Saint-Sernin et les quarante-sic hospitalières de Saint-Jean-de-Jérusalem.
Les bâtiments religieux ont quant à eux des destins différents. Le couvent des chanoinesses de Saint-Sernin est transformé en prison pour femmes. Le couvent de la Visitation, devenu prison de la Visitation, est affecté aux hommes. Durant la période de la Terreur, on y compte 300 à 400 détenus, pour la plupart suspects de menacer la République. Parmi eux se comptent les 53 conseillers au Parlement, ensuite amenés à Paris pour y être jugés et guillotinés au mois d'avril 1794 pour la plupart d'entre eux. À la fin de la Terreur, en juillet 1794, les anciens couvents de la Visitation et des Filles du Bon-Pasteur sont vendus comme biens nationaux et sont utilisés comme salpêtrières
,. Le couvent des Filles de la Providence est lui aussi vendu, le 31 janvier 1799. Le 15 avril 1799, c'est le couvent des Hospitalières de Saint-Jean-de-Jérusalem qui est vendu à son tour.
L'hôtel du Sénéchal ne perd pas immédiatement sa vocation, puisqu'il est affecté au tribunal de première instance. Mais en 1810, sur décision de l'empereur Napoléon Ier, l'université de Toulouse se reconstitue et la faculté des lettres s'installe dans l'ancien hôtel du Sénéchal.

#### XIXesiècle

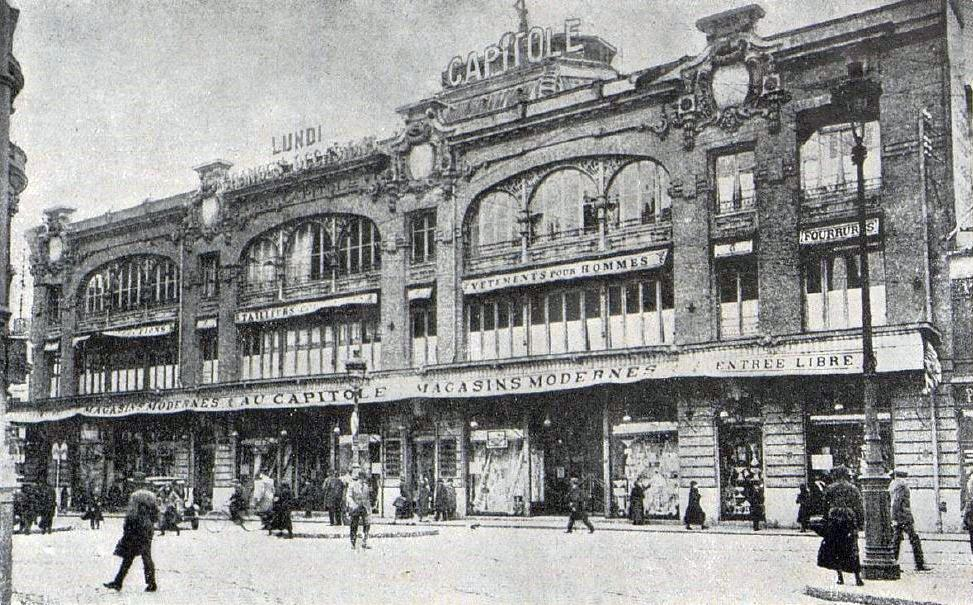
Le grand magasin Au Capitole en 1928 (Le Cri de Toulouse, bibliothèque municipale.

Au XIXe siècle, la rue connaît de profonds bouleversements qui lui donne son visage actuel. La municipalité mène des travaux importants d'élargissement des voies de la ville et décide de porter la largeur de la rue à 9 mètres. Au sud, l'immeuble qui borde la place du Capitole sont réalisés en 1823 sous la direction de l'architecte Jacques-Pascal Virebent. Dans le même temps, plusieurs immeubles sont reconstruits à l'alignement décidé par la municipalité, dans un style néo-classique généralement assez fruste (actuels no 2, 4, 19, 20, 22, 23, 42) ; on compte même quelques maisons encore construites en corondage (actuels no 5, 13, 15 et ancien no 1). En 1858, la salpêtrière de l'ancien couvent des Filles-du-Bon-Pasteur est détruite pour faire place à la demeure du général commandant de l'artillerie : l'hôtel du Général est terminé en 1862.
En 1879, la bibliothèque universitaire est fondée par la réunion des bibliothèques des trois facultés de droit, des sciences et des lettres, et en 1881, de la bibliothèque de la faculté de théologie protestante de Montauban. On projette au même moment d'élever de nouveaux bâtiments, en arrière de l'hôtel du Sénéchal, pour la faculté des sciences. Finalement, en 1884, on décide de construire de nouveaux bâtiments pour les facultés et les bibliothèques des sciences et de médecine sur les allées Saint-Michel (actuels no 35 à 41 allées Jules-Guesde), où elles sont déplacées en 1891. L'année suivante, les bibliothèques des facultés des lettres et de droit rejoignent les bâtiments de la rue de l'Université (actuelle no 2 rue Albert-Lautmann).
Dans la deuxième moitié du siècle, les travaux se poursuivent : le percement de la rue d'Alsace-Lorraine, entre 1869 et 1873, mais aussi de la rue de la Poste (actuelle rue John-Fitzgerald-Kennedy), la transformation de la rue Rivals et de la rue du Salé, relancent les travaux et de nombreux immeubles sont rebâtis entre 1875 et 1890 dans le style haussmannien, particulièrement par les architectes Arthur Romestin (actuels no 6 et 25) et Georges Masquet (actuels no 12, 34-36, 46 et 56). En 1904, la construction du monumental grand magasin Au Capitole (actuel no 41), par l'architecte Georges Debrie, pour le compte des Dames de France, achève cette période de transformations.

## Patrimoine et lieux d'intérêt

### Hôtel du Sénéchal

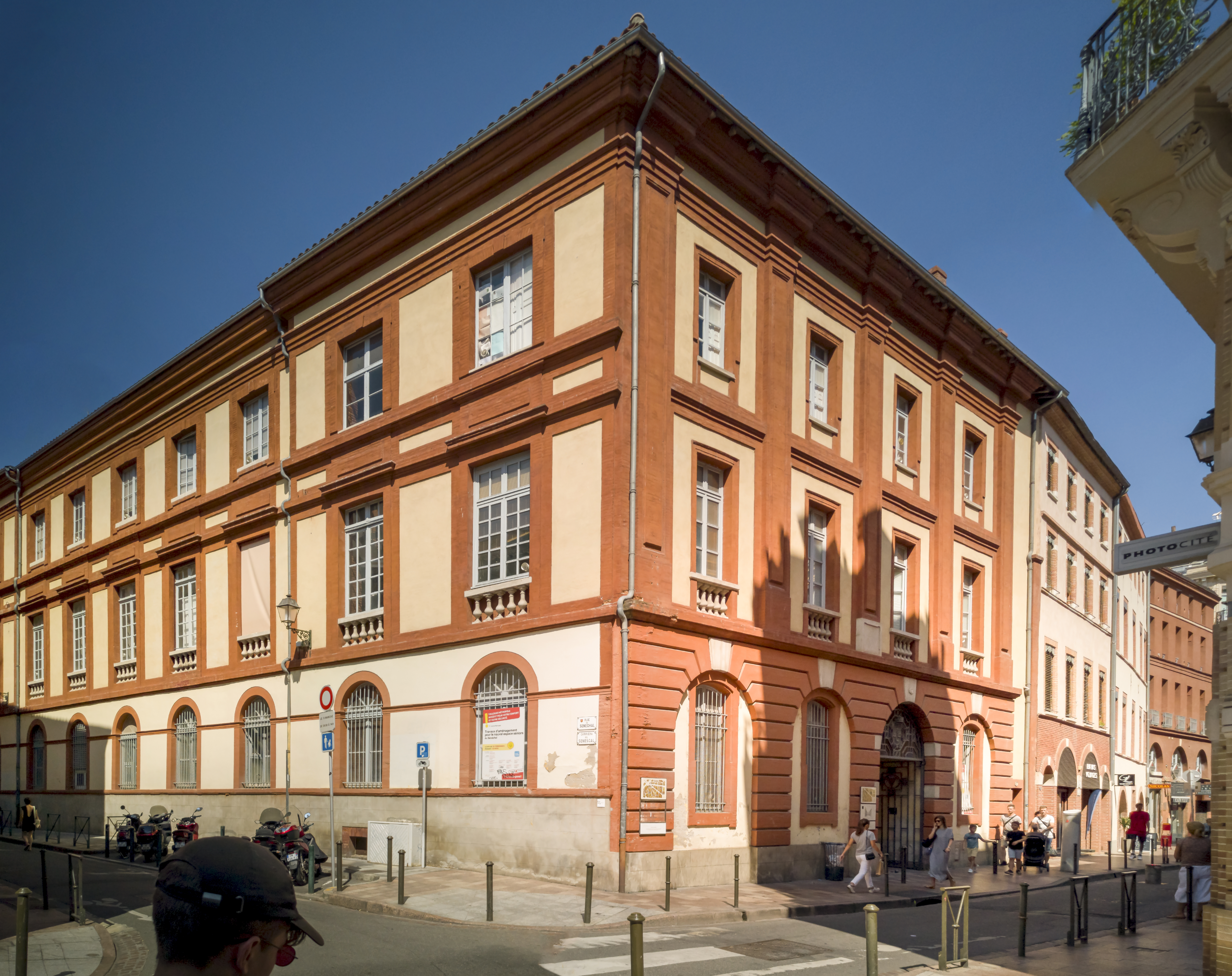
no 17 : hôtel du Sénéchal.

En 1550, les capitouls achètent, pour y installer le nouveau siège de la sénéchaussée, une maison du bourg Saint-Sernin, la tour de Montmaur, qu'ils font agrandir l'année suivante par le maître-maçon Pierre de Naves. En 1552, l'élévation de la sénéchaussée de Toulouse au rang de présidial nécessite de nouveaux travaux, confiés à l'architecte Nicolas Bachelier. En 1598, l'hôtel du Sénéchal est remanié une nouvelle fois. Au XVIIIe siècle, les façades sur les rues du Sénéchal et Charles-de-Rémusat sont reconstruites dans le style classique. Lors de la Révolution française, la suppression des juridictions d'Ancien Régime entraîne une évolution des bâtiments, affectés en 1790 au tribunal de première instance et à la prison. En 1853, les bâtiments sont occupés par la faculté de lettres de l'université de Toulouse. En 1892, l'université occupant les nouveaux bâtiments de la rue Albert-Lautmann (actuel no 4), l'hôtel du Sénéchal redevient un édifice communal. En 1930, il est agrandi sur la rue Montoyol (actuel no 5 bis) par l'architecte de la ville, Jean Montariol.
L'hôtel du Sénéchal s'élève à l'angle de la rue du Sénéchal. La façade sur la rue Charles-de-Rémusat, de style classique, est symétrique. Le rez-de-chaussée, traité en bossage continu, est rythmé par quatre grandes arcades en plein cintre. Dans celles-ci s'ouvrent de hautes fenêtres segmentaires mises en valeur par un chambranle à crossettes, sauf dans la 3e travée, où se trouve la porte cochère, qui conserve une grille en fer forgé de style Art déco, où prend place le blason de la ville de Toulouse. Les étages sont séparés par une corniche moulurée. Ils sont réunis par des pilastres colossaux à chapiteaux doriques, qui séparent les travées, éclairées par des fenêtres rectangulaires. Celles du 1er étage ont de faux garde-corps à balustres en pierre. L'élévation est couronnée par une corniche moulurée.
La porte cochère donne accès à un passage qui mène à la cour intérieure, encadrée par quatre corps de bâtiments. Au sud, la façade conserve des fenêtres à meneaux. À l'ouest, le corps de bâtiment repose sur une galerie à arcades.

### Grand magasin Au Capitole

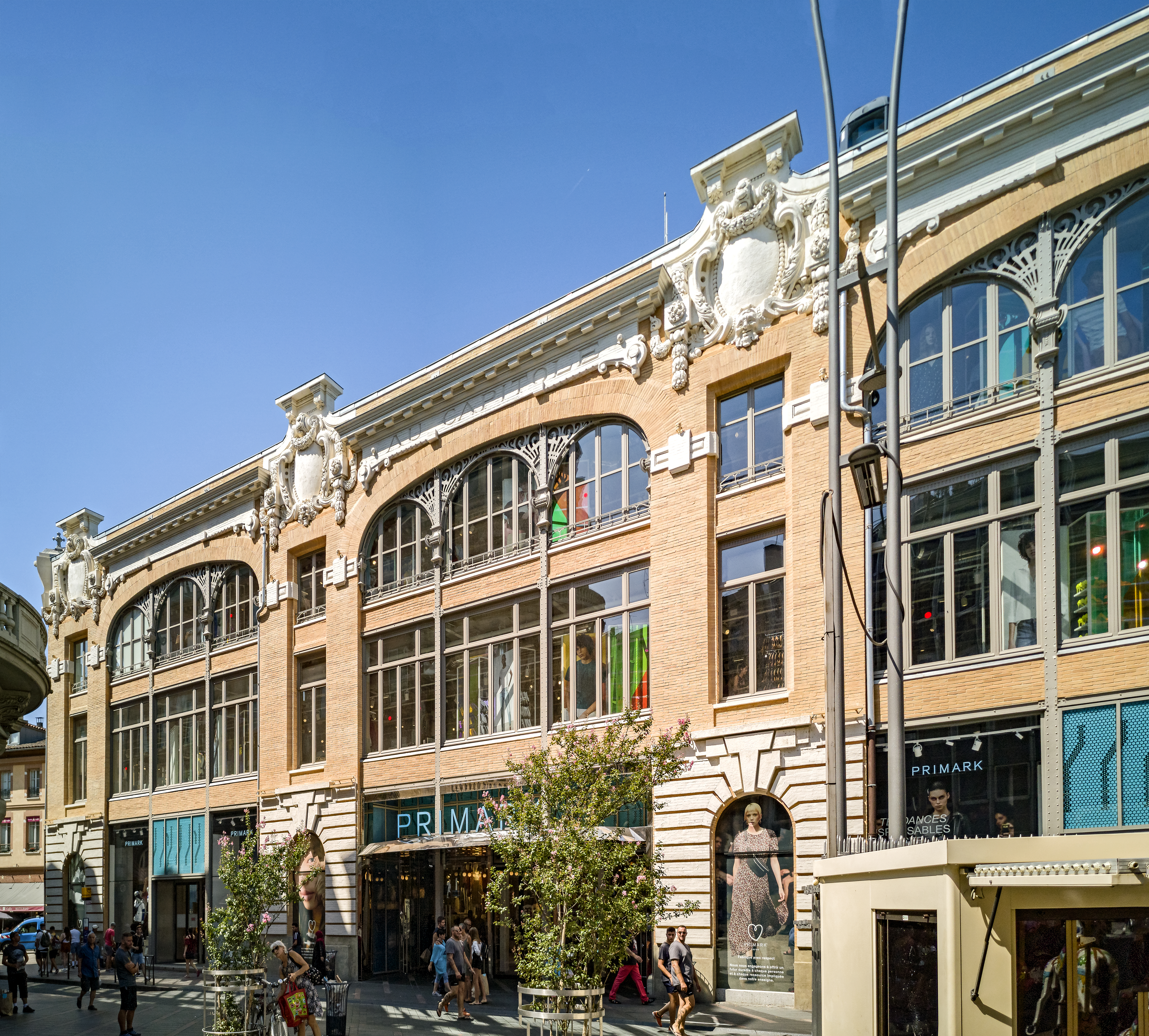
no 41 : grand magasin Au Capitole.

Le couvent de la Visitation-de-la-Bienheureuse-Vierge-Marie est construit entre 1649 et 1659, mais les bâtiments deviennent une prison entre 1793 et 1794, pendant la Révolution française, avant d'être vendus comme biens nationaux.
Le grand magasin Au Capitole est construit entre 1903 et 1904 par la société Aux Dames de France, sur les plans de l'architecte parisien Georges Debrie, dans le style Art nouveau. Il fut chargé de la construction de deux autres magasins pour la même société, à Hyères (1895) et à Perpignan (1905). En 1984, le groupe des Galeries Lafayette investit le bâtiment. Le magasin ferme ses portes en 2013 et le bâtiment est cédé au groupe Primark, qui ouvre son magasin toulousain en 2018.
L'édifice est caractéristique des constructions du début du XXe siècle, avec une structure métallique apparente et un remplissage de brique claire. Georges Debrie respecte cependant les formes de l'architecture néo-classique toulousaine, avec une alternance des ouvertures rectangulaires étroites et des ouvertures en anse de panier plus larges. L'élévation est ainsi rythmée par les travées des portes, mises en valeur au rez-de-chaussée et à l'entresol par le bossage de brique et couronnées par de grands médaillons sculptés en pierre, entourés de guirlandes de fleurs et de feuilles et de masques. Les trois grandes arcades métalliques en anse de panier réunissent les travées intermédiaires. Elles sont recoupées par des colonnes en fonte. L'élévation est couronnée par une corniche rompue à modillons. À l'intérieur, l'architecte utilise les possibilités offertes par l'architecture métallique pour libérer un vaste espace central, couvert par une coupole vitrée, qui éclaire le cœur du bâtiment. L'escalier à double rampe permet d'accéder aux niveaux supérieurs. On lui adjoint un ascenseur, puis un escalier roulant, le premier de la ville lors de son installation,.

### Immeubles
- no  3 : immeuble. 
L'immeuble est élevé vers 1775, dans un style néo-classique qui le rapproche des constructions du programme de Joseph-Marie de Saget pour les quais de la Garonne. Le rez-de-chaussée est en pierre de taille. La porte est surmontée d'une imposte en fer forgé. Les niveaux sont séparés par des corniches à modillons. Aux étages, les fenêtres sont séparées par des tables en saillie, et celles du 1er étage sont dotées de garde-corps en fer forgé. Le comble à surcroît est percé d'ouvertures ovales[31].

- no  7 : immeuble. 

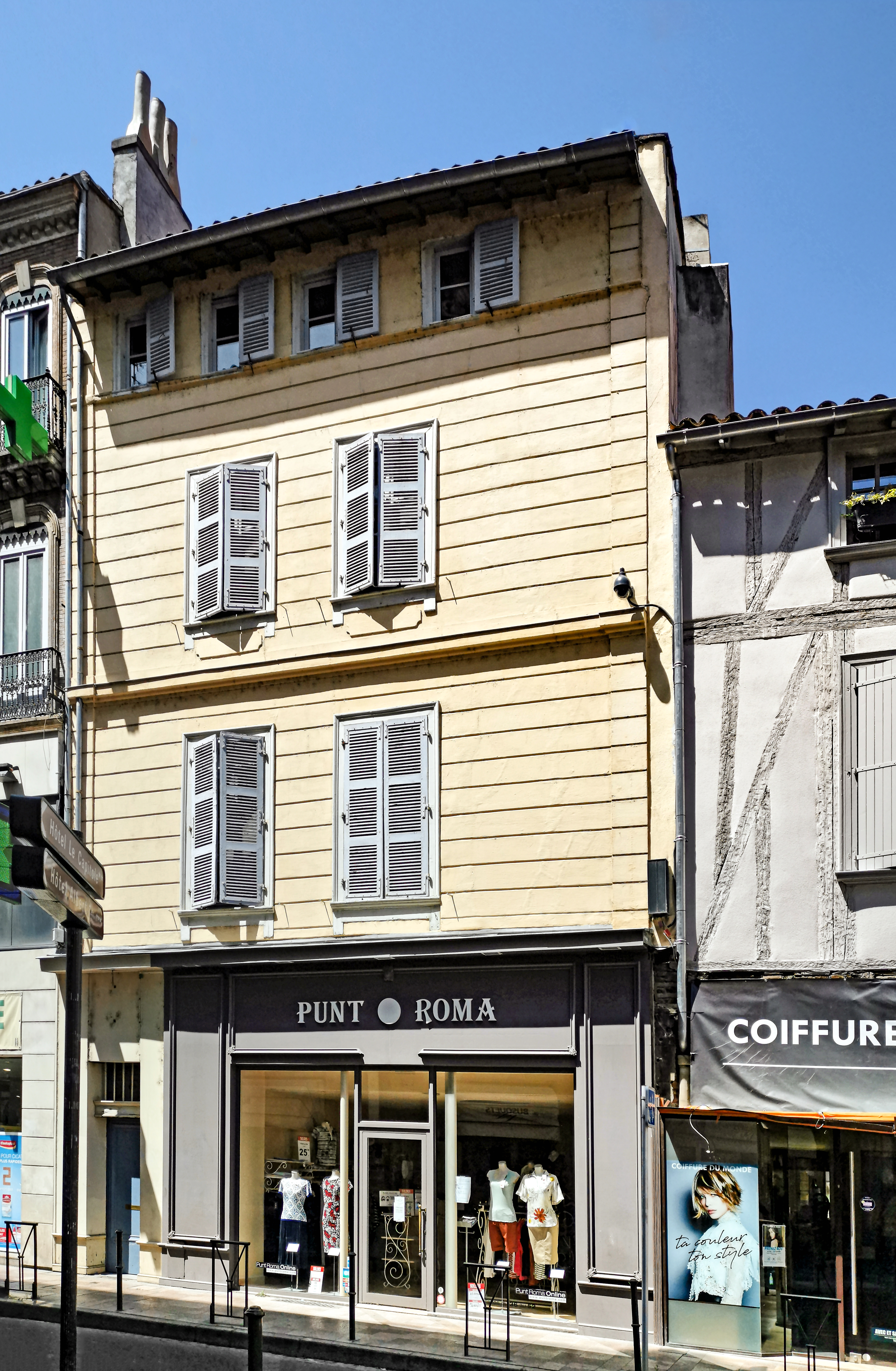
no 13 : immeuble en corondage.

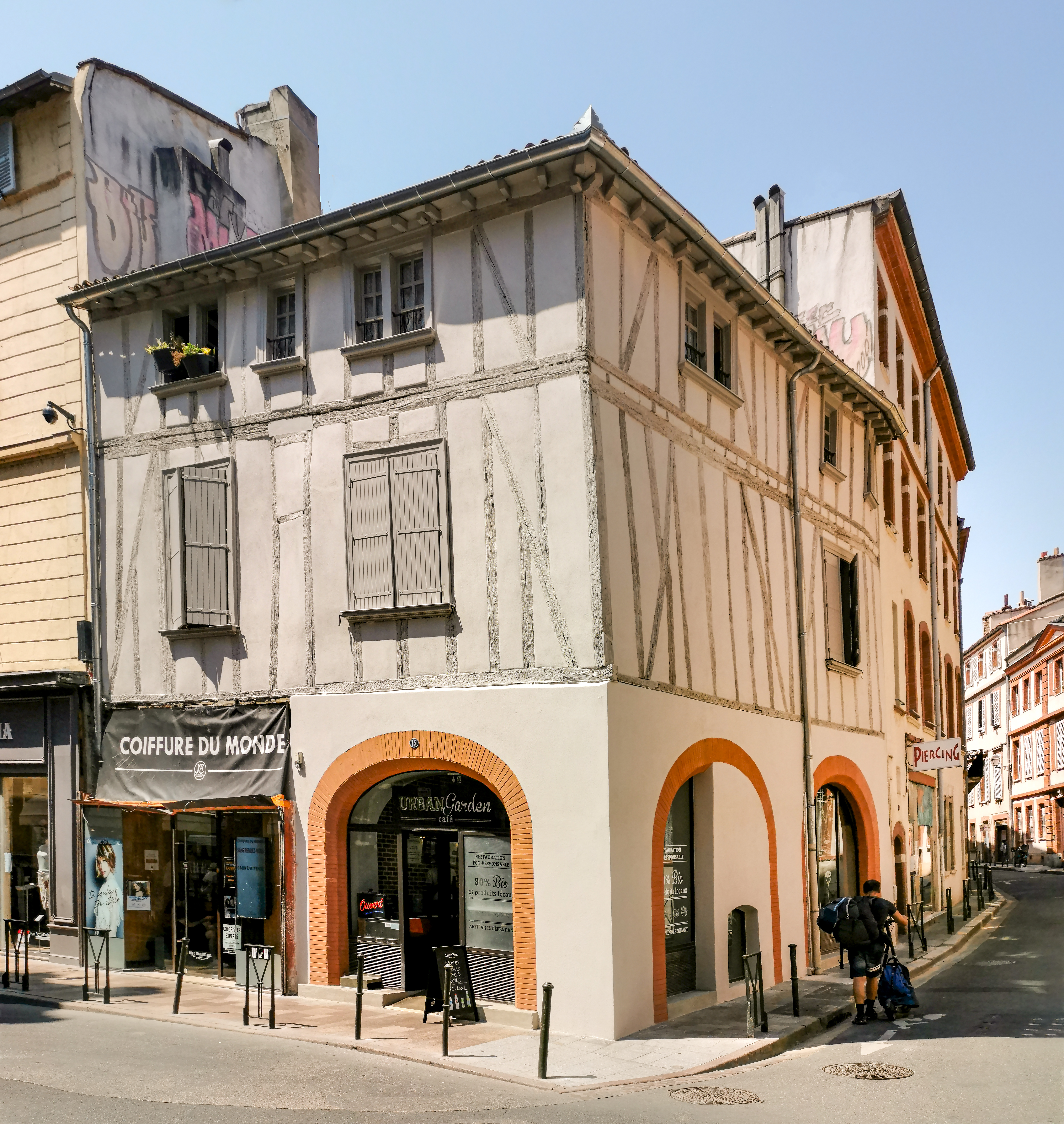
no 15 : immeuble en corondage.

L'immeuble est construit au XVIIIe siècle, mais la longue façade sur la rue a été profondément modifiée. Au 1er étage, les fenêtres ont conservé de petits balconnets de pierre ornés de garde-corps en fer forgé[32].

- no  9 : immeuble. 
L'immeuble est construit au XVIIIe siècle dans le style néoclassique. Aux étages, séparés par des tables, les fenêtres sont mises en valeur par un chambranle en saillie et, pour celles du 1er étage, par des garde-corps en fer forgé. Le rez-de-chaussée a été modifié au XIXe siècle, tandis qu'un 3e étage a été ajouté dans la deuxième moitié du XXe siècle[33].

- no  13 : immeuble. 
L'immeuble est construit au XIXe siècle. Le pan de bois et le torchis sont masqués par un enduit qui imite un faux appareil de pierre de taille.

- no  15 : immeuble. 
L'immeuble, construit au XVIe siècle, est remanié au XIXe siècle. Le pan de bois et le torchis un temps masqués par un enduit qui imitait un faux appareil de pierre a été enlevé pour restaurer l'aspect initial[34].

- no  31 : immeuble. 
L'immeuble, de style néoclassique, est construit à la fin du XVIIIe siècle ou au début du siècle suivant. Aux étages, les fenêtres possèdent des garde-corps en fer forgé à ornements géométriques. Le rez-de-chaussée, mis à l'alignement de la rue dans la première moitié du XXe siècle, possède une porte Art déco[35].

- no  33 : siège de la banque Courtois. 
L'immeuble actuel est construit à l'emplacement du monastère des chanoines réguliers de la Sainte-Croix, construit au milieu du XIIIe siècle, puis donné aux Filles du-Bon-Pasteur en 1772, avant d'être démoli pour faire place en 1862 à l'hôtel du Général commandant de l'artillerie, occupé en 1920 par la banque Courtois. En retrait de la rue, l'hôtel se compose d'un corps central flanqué de deux ailes, entre cour et jardin. 
En 1962, l'architecte Paul de Noyers réalise une première surélévation. En 1970, il est chargé de la construction d'un vaste bâtiment sur la rue Charles-de-Rémusat, provoquant la disparition des deux pavillons d'entrée, pour accueillir un logement de fonction, des bureaux, une salle de réunion et un réfectoire. La façade, longue de onze travées, est en brique. Elle est rythmée par de hautes fenêtres rectangulaires regroupées aux deux premiers étages par des encadrements débordants. La haute porte, dans la 5e travée, est surmontée d'une croix toulousaine. En 1984, l'architecte Pierre Glénat est chargé de la surélévation du 3e étage[36].

- no  35 : immeuble. 
L'immeuble, de style néoclassique, est construit dans la première moitié du XIXe siècle, probablement peu après 1830 lors du réalignement de la rue. Le rez-de-chaussée est percé d'une ouverture de boutique et d'une porte, mise en valeur par une imposte et un encadrement de fins pilastres cannelés à chapiteaux doriques qui soutiennent une corniche. Le 1er étage a été transformé par le percement de deux grandes ouvertures et l'ajout d'un balcon en béton. Au 2e et au 3e étage, les fenêtres, séparées par des tables et surmontées de fines corniches, possèdent des garde-corps en fer forgé[37].

- no  38 : immeuble. 
L'immeuble, construit dans la deuxième moitié du XVIIIe siècle, possède une étroite façade, large de seulement deux travées. Les étages sont inscrits dans un encadrement rectangulaire en légère saillie. Le 1er et le 2e étage sont séparés par des tables, le 2e et le 3e étage par une corniche moulurée. Les fenêtres du 1er étage possèdent des garde-corps en fer forgé. Une large corniche à modillons couronne l'élévation[38].

- no  55 : immeuble. 
Un premier bâtiment est construit, au XIXe siècle, en brique rouge. Le rez-de-chaussée est rythmé par des arcades qui embrassent le rez-de-chaussée et l'entresol. Dans la travée centrale, qui servait de porte, la lucarne en œil-de-bœuf est surmontée d'une fine corniche. Aux étages, les fenêtres sont mises en valeur par un chambranle mouluré. Au 1er étage, un balcon filant, orné d'un garde-corps en fonte, est soutenu par des consoles en pierre. Au 3e étage, le balcon, plus étroit, est soutenu par de gros modillons. L'élévation est couronnée par une corniche à petits modillons et un toit à longs pans brisés en ardoise percé de lucarnes. 
En 1877, le bâtiment est intégré à un nouvel immeuble en brique claire qu'élève l'architecte Georges Masquet sur la rue d'Alsace-Lorraine. L'angle de cette rue est magnifié par une rotonde en brique claire. Le rez-de-chaussée est percé d'ouvertures rectangulaires. Au 1er étage, un balcon filant prolonge le balcon de la rue Charles-de-Rémusat, mais il est en pierre et à balustres. Il est soutenu des consoles ornées de feuillages qui alternent avec une statue de l'Industrie (une femme portant une couronne de laurier, accompagnée d'une roue dentée et d'une enclume) et du Commerce (un homme accompagné d'une ancre et de marchandises). Le 1er et le 2e étage sont percés de fenêtres aux encadrements sculptés et réunis par des colonnes colossales à chapiteaux corinthiens, qui soutiennent un entablement. Le 3e étage, également doté d'un balcon à balustres, est d'un style similaire mais plus simple. La corniche à modillons qui couronne l'élévation est surmontée d'un dôme en ardoise[39].

## Personnalité
- Ernest Wallon (1851-1921) : professeur de droit civil à la faculté, il fonda la Société des amis du Stade toulousain et acheta en 1914 le terrain des Ponts-Jumeaux où se trouvait le premier stade du club de rugby. Il avait son domicile au no 25[40].